# Eucnemesaure
L'eucnemesaure (Eucnemesaurus) és un gènere de dinosaure prosauròpode considerat sovint com a sinònim d'euskelosaure. De totes maneres, un estudi recent de Yates (2006) indica que és vàlid i que es tracta del mateix animal que el suposat "herrerasàurid gegant" Aliwalia.